# Bananal (São Paulo)
Bananal (deutsch Bananenplantage) ist eine Gemeinde und Stadt im äußersten Osten des brasilianischen Bundesstaats São Paulo an der Grenze zum Bundesstaat Rio de Janeiro. Im Jahr 2016 lebten dort 10.821 Menschen auf 616,4 km² Gemeindefläche. 
Die 308 km von der Hauptstadt São Paulo und etwa 150 km von Rio de Janeiro entfernte Gemeinde befindet sich 454 Meter über dem Meeresspiegel und grenzt an Barra Mansa, Rio Claro und Angra dos Reis im Bundesstaat Rio de Janeiro sowie an São José do Barreiro und Arapeí. Durch den Ort fließt der gleichnamige Fluss Rio Bananal.

## Weblinks

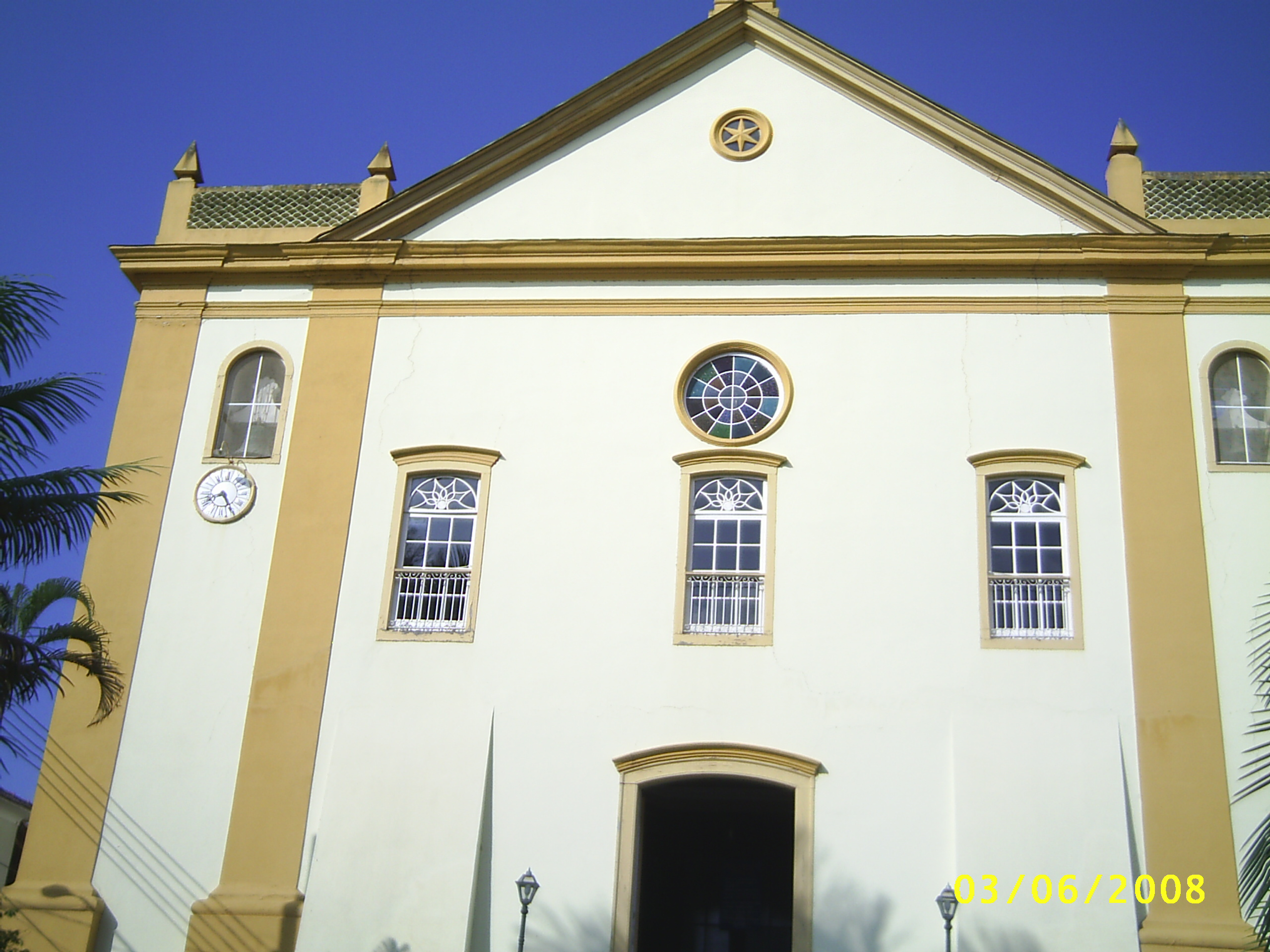
Kirche Bom Jesus do Livramento
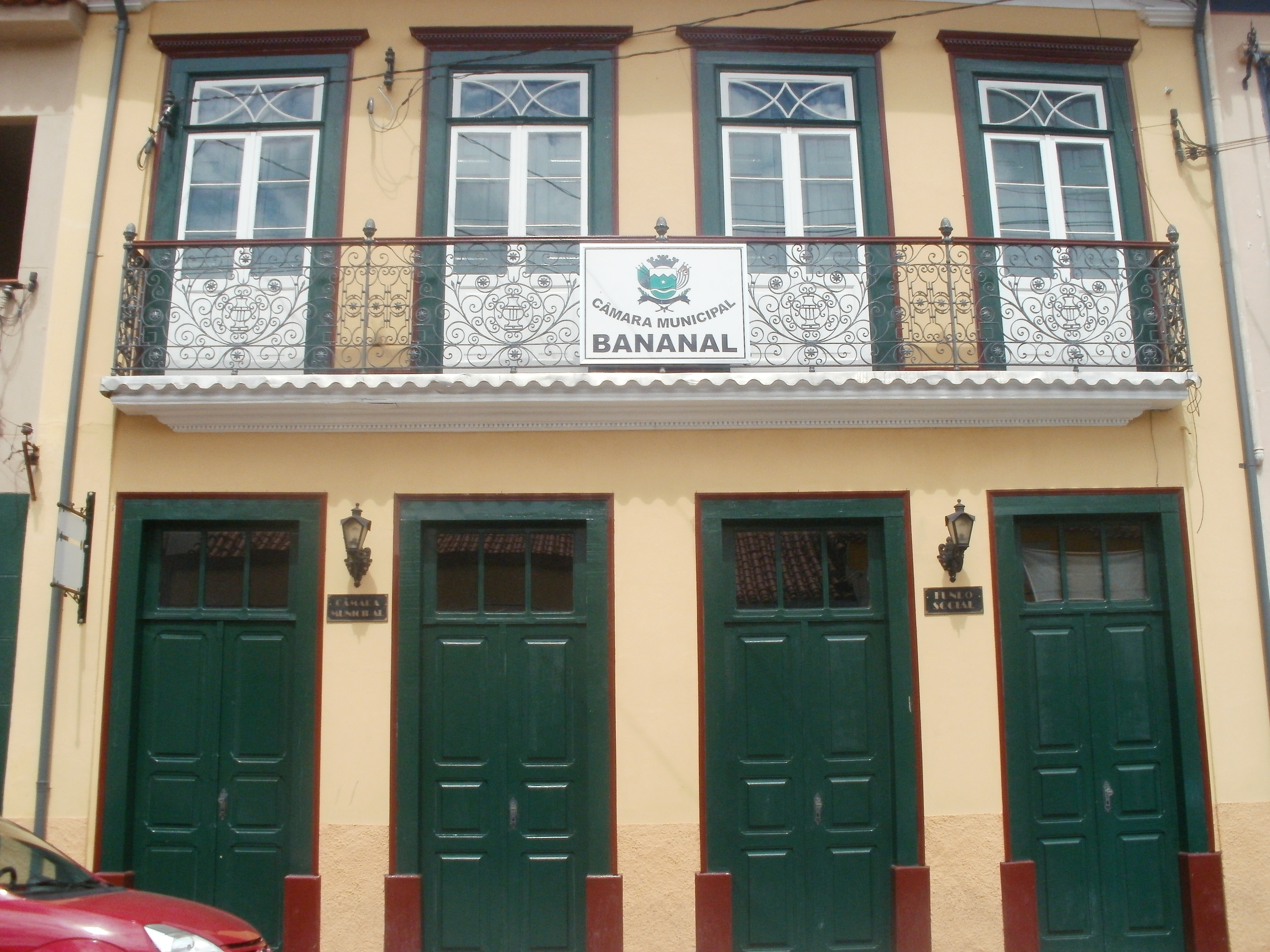
Rathaus, Eingangsfront